# Præordning
Matematisk Præordning vil sige en præordnet mængde, som er en mængde med en relation {\displaystyle \leq }, som angiver hvilket af to elementer der er størst. 

## Egenskaber
For at relationen {\displaystyle \leq } skal kaldes en præordning skal den have følgende egenskaber:

### Refleksivitet
- {\displaystyle x\leq x}.

### Transitivitet
- {\displaystyle x\leq y} og {\displaystyle y\leq z} medfører {\displaystyle x\leq z}.

## Vigtige krav
De vigtigste typer af præordninger er givet ved at forlange at et af følgende krav er opfyldt:

### Symmetri
En præordning siges at være symmetrisk dersom {\displaystyle x\leq y} medfører {\displaystyle y\leq x}. En symmetrisk præordning kaldes en ækvivalensrelation. Lighedstegn, ligedannethed og ensbetydende er eksempler på ækvivalensrelationer.

### Antisymmetri
En præordning siges at være antisymmetrisk dersom {\displaystyle x\leq y} og {\displaystyle y\leq x} medfører {\displaystyle x=y}. En antisymmetrisk præordning kaldes en ordning

## Vilkårlig præordning
For en vilkårlig præordning {\displaystyle \leq } kan man definere en ækvivalensrelation ved at sætte {\displaystyle x\equiv y} netop hvis {\displaystyle x\leq y} og {\displaystyle y\leq x}. Da definerer {\displaystyle \leq } en ordning af ækvivalensklasserne.